# جين إلنسون
جين إلنسون (بالإنجليزية: Gene Ellenson)‏ هو لاعب كرة قدم أمريكية أمريكي، ولد في 21 مارس 1921 في شبوا فولز في الولايات المتحدة، وتوفي في 17 مارس 1995.